# Sur le chemin des dunes
Pour plus de détails, voir Fiche technique et Distribution.
Sur le chemin des dunes (flamand : Noordzee, Texas) est un film dramatique romantique belge néerlandophone coécrit et réalisé par Bavo Defurne, sorti en 2011. Il s’agit de l’adaptation du roman néerlandais Nooit gaat dit over d'André Sollie (2004) et du premier long métrage du réalisateur.

## Synopsis
Fin des années 1960, une ville oubliée de la côte belge. Pim vit seul avec sa mère, une ancienne reine de beauté devenue chanteuse de cabaret. Pim égaie ses journées en dessinant et en rêvant à des vies imaginaires. Il exprime ses désirs en collectionnant en secret des objets qu’il garde précieusement dans une boîte à chaussures.
À l'aube de ses seize ans, sa relation avec son meilleur ami, Gino, va prendre une autre direction. Quant à la mère de Pim, Yvette, elle a ses propres rêves. Fatiguée de son soupirant, Étienne, et de sa vie monotone, elle aspire à tout quitter pour partir à la découverte du monde. Gino fait découvrir à Pim les plaisirs de la chair, en le tenant au secret, puis il sort avec une jeune Française. Pim se sent trahi, et tente de l'oublier au contact de Zoltan, le nouveau locataire. Il continue de fréquenter la famille de Gino. La sœur de ce dernier, Sabrina, est amoureuse de Pim, et leur mère Marcella est de santé fragile.

## Fiche technique
Sauf indication contraire, les informations mentionnées dans cette section peuvent être confirmées par la base de données cinématographiques IMDb,  présente dans la section « Liens externes ».
- Titre original : Noordzee, Texas
- Titre international : North Sea Texas
- Titre français : Sur le chemin des dunes
- Réalisation : Bavo Defurne
- Scénario : Bavo Defurne et Yves Verbraeken, d'après le roman Nooit gaat dit over d'André Sollie (2004)
- Direction artistique : Kurt Rigolle
- Décors : Merijn Sep
- Costumes : Nathalie Lermytte
- Photographie : Anton Mertens
- Montage : Els Voorspoels
- Musique : Adriano Cominotto
- Production : Yves Verbraeken ; Guy van Baelen, Wilfried van Baelen et Luc Roggen (coproducteurs)
- Sociétés de production : Indeed films ; Eén et Mollywood (coproductions)
- Société de distribution : Kinepolis Film Distribution (Belgique) ; Outplay (France)
- Pays d’origine :  Belgique
- Langue originale : flamand ; allemand, anglais, français
- Genre : drame romantique
- Durée : 96 minutes
- Dates de sortie :
  - Belgique : 16 mars 2011
  - France : 5 décembre 2012

## Distribution
- Jelle Florizoone : Pimmie « Pim »
- Mathias Vergels : Gino
- Eva Van Der Gucht : Yvette Mimosa
- Nina Marie Kortekaas : Sabrina
- Katelijne Damen : Marcella
- Thomas Coumans : Zoltan
- Luk Wyns : Étienne
- Ben Van den Heuvel : Pim, jeune
- Noor Ben Taout : Sabrina, jeune
- Nathan Naenen : Gino, jeune
- Ella-June Henrard : Françoise
- Patricia Goemaere : Simonne
- Daniel Sikora : Maurice
- Victor Zaidi : Julien

## Production
La chanson thème du film Wooly Clouds est interprétée par Little Auk.

## Accueil

### Sorties et festivals
Sur le chemin des dunes sort en avant-première mondiale le 16 mars 2011 en Belgique. En France, il sort le 5 décembre 2012.

### Box-office
En Europe, le film fait 12 894 entrées dont 6 819 en Belgique.

### Critiques
Selon le journal belge La Libre Belgique, « le réalisateur maintient une tension douce-amère autour de ce jeune garçon qui se confine dans son monde, bâti sur les illusions de l’enfance, pour échapper à la réalité. Il cueille avec minutie et sensibilité tous les petits gestes et attitudes, témoins du ressenti de Pim », ce qui donne « Un premier film qui marie, avec brio, lyrisme et réalisme social ».
Le magazine américain Variety salue « une histoire de passage à l'âge adulte racontée de façon poignante […]. Saisissant avec délicatesse l'extase du premier amour et les chagrins du désir contrarié ».
Le site italien Every Eye loue le travail de Bavo Defurne qui « réussit […] à construire un récit avec des idées originales et des personnages jamais vus », « adoptant un style de narration précis et décidé, sur son propre tempo ». Le site italien Spietati conclut : « Dirigeant au mieux les acteurs, avec un Jelle Florizoone (Pim) tout simplement magnifique, le cinéaste nous offre une fin courageuse et prudemment optimiste ».
Le critique du journal britannique Guardian est un peu plus mitigé : « Le film est beau, les acteurs sont brillants, mais il est difficile de dire à quel moment Pim part dans ses rêves ».
L'hebdomadaire  français Télérama remarque : « On sent, à chaque instant, la tendresse du réalisateur pour tous ces solitaires ».

## Distinctions
Sauf indication contraire, les informations mentionnées dans cette section peuvent être confirmées par la base de données cinématographiques IMDb,  présente dans la section « Liens externes ».

### Récompenses
- Festival international du film de Montréal 2011[9] :
  - Silver Zenith pour un premier film
  - Prix Fipresci
- Festival international du film de Rome 2011 : Prix du jury jeune[10]

### Nominations
- Festival international du film de Montréal 2011 : Golden Zenith pour un premier film
- Camerimage 2013 : Meilleur film débutant